# بلک دایموند

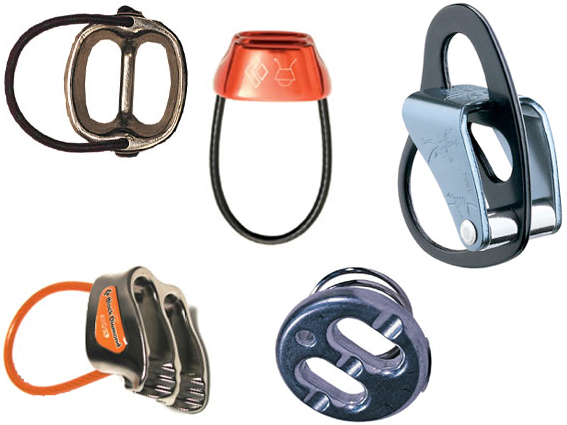
نمایی از محصولات شرکت ورزشی بلک‌دایموند

بلک‌دایموند (انگلیسی: Black Diamond) شرکت تجهیزات ورزشی آمریکایی است، که در سال ۱۹۸۹ تأسیس شد.